# 高島四郎兵衛
高島 四郎兵衛（たかしま しろべえ）は江戸時代の長崎の町年寄高島家歴代当主の名。

## 概要
初代茂春は高島氏春の子で、良悦（了悦）と号した。高島家は近江国高島郡高島庄の出身で、天正元年（1573年）に一族が離散したため父と共に肥前国藤津郡に逃れ、翌2年（1574年）に長崎に移住。後に頭人（とうにん）と呼ばれる町の指導者層の1人となる。元和8年（1622年）7月12日没。
茂春の子・四郎兵衛茂定は宗悦と号し、元和元年（1615年）に長崎の町年寄となる。延宝元年（1673年）10月3日没。以後、高島家の当主が長崎町年寄を世襲し、その多くが四郎兵衛を名乗った。
茂定の子・四郎兵衛茂卿は、寛永13年（1636年）に築造された出島の建造費用出資者である出島町人の1人に名を連ねた。島原の乱の際の長崎警備における功労により江戸で将軍徳川家光に拝謁し、時服2領と銀100枚を賜った。延宝元年（1673年）8月8日没。
茂卿の子・四郎兵衛茂村は、延宝4年（1676年）に長崎代官末次平蔵が密貿易の咎により流罪となった後、他の町年寄達と共に代官職を代行した。元禄4年（1691年）11月1日没。
高島家の本邸は旧・大村町（現在の万才町の一部）にあったが、天保9年（1838年）の大火（小川町大火災）で焼失。広さは1024坪（『長崎名家略譜』）。幕末の砲術家高島秋帆は四郎兵衛の家系の出である。